# Herman-François Delange
Herman-François Delange (Lieja, 22 de juny de 1717 - 27 d'octubre de 1781) fou un violinista i compositor belga.
Acabà els estudis a la seva ciutat nadiua, passant després a Itàlia, on hi va romandre molt de temps. Eduard Gregor cita entre les seves obres com les més notables:
- Sei overture camerali a quattro stromenti vive violino primo, violino secondo, alto e basso (op. 2);
- Sei overture a due violini, alto viola, basso continuo e due corni ad libitum (op. 6);
- Six grandes symphonies a 8 parties (op. 16, 1767);
- Le Rossignol, col·lecció de cançons (1765);
- diverses Misses, Motets, etc.

El 1774 estrenà a Lieja l'òpera Nicette à l'école de la vertu.